# Château de Montjustin (Montjustin-et-Velotte)
Pour les articles homonymes, voir Château de Montjustin.
Le château de Montjustin est un château situé à Montjustin-et-Velotte, en France.

## Localisation
Le château est situé sur la commune de Montjustin-et-Velotte, dans le département français de la Haute-Saône.

## Historique
L'édifice est inscrit au titre des monuments historiques en 1992.